# Tipula (Eumicrotipula) rufirostris
Tipula (Eumicrotipula) rufirostris is een tweevleugelige uit de familie langpootmuggen (Tipulidae). De soort komt voor in het Neotropisch gebied.